# Vrh Visočki
Vrh Visočki is een plaats in de gemeente Visoko in de Kroatische provincie Varaždin. De plaats telt 111 inwoners (2001).